# جيمس شيموس
جيمس شيموس (بالإنجليزية: James Schamus) (و. 1959  م) هو كاتب سيناريو، ومنتج أفلام أمريكي، ولد في ديترويت.

## التعليم
تعلم في جامعة كاليفورنيا، بركلي.

## أعمال بارزة
من أهم أعماله:
- النمر الرابض والتنين الخفي
- هولك.

## وصلات خارجية
- جيمس شيموس على موقع IMDb (الإنجليزية)
- جيمس شيموس على موقع قاعدة بيانات الأفلام العربية
- جيمس شيموس على موقع قاعدة بيانات الأفلام العربية
- جيمس شيموس على موقع ألو سيني (الفرنسية)
- جيمس شيموس على موقع ميوزك برينز (الإنجليزية)
- جيمس شيموس على موقع أول موفي (الإنجليزية)
- جيمس شيموس على موقع قاعدة بيانات الأفلام السويدية (السويدية)
- جيمس شيموس على موقع قاعدة بيانات الفيلم (الإنجليزية)
- جيمس شيموس على موقع كينوبويسك (الروسية)